# Прекрасная мельничиха (Шуберт)
«Прекра́сная ме́льничиха» (D795; нем. Die schöne Müllerin) — первый вокальный цикл Франца Шуберта на слова Вильгельма Мюллера. Сочинён в 1823 году, за четыре года до второго цикла «Зимний путь», и посвящён другу Карлу фон Шёнштейну.
Книга стихов Мюллера, послужившая Ф. Шуберту источником вдохновения, вышла в 1821 году и содержала 23 стихотворения, а также пролог и эпилог. Стихотворения книги рассказывают о юном мельнике, который отправляется на поиски счастья. Он видит мельницу и влюбляется в дочь местного мельника. Любовь приносит ему радостные, а затем и горестные переживания: у него появляется более счастливый соперник, охотник. Вновь отправившись в странствия, юноша рассказывает ручью как единственному верному другу о своей потерянной любви и после этого «находит покой на дне ручья».
Шуберт использовал 20 текстов Мюллера, отказавшись от пролога, эпилога и ещё трёх стихотворений. В XIX веке существовала практика при исполнении шубертовского цикла прочитывать пропущенные стихотворения; композитор Людвиг Штарк в 1880 году положил их на музыку, чтобы исполнять в составе шубертовского цикла (однако музыкальное качество этих дополнительных песен не шло ни в какое сравнение с шубертовскими образцами).
При исполнении цикла на русском языке используются переводы И. Тюменева и А. Машистова.

## Порядок
1. Das Wandern / В путь
2. Wohin? / Куда?
3. Halt / Стой!
4. Danksagung an den Bach / Благодарение ручью
5. Am Feierabend / Праздничный вечер
6. Der Neugierige / Любопытство
7. Ungeduld / Нетерпение
8. Morgengruß / Утренний привет
9. Des Müllers Blumen / Цветы мельника
10. Tränenregen / Дождь слёз
11. Mein! / Моя!
12. Pause / Пауза
13. Mit dem grünen Lautenbande / Зелёная лента на лютне
14. Der Jäger / Охотник
15. Eifersucht und Stolz / Ревность и гордость
16. Die liebe Farbe / Любимый цвет
17. Die böse Farbe / Злой цвет
18. Trockne Blumen / Засохшие цветы
19. Der Müller und der Bach / Мельник и ручей
20. Des Baches Wiegenlied / Колыбельная ручья